# Colombias kaffelandskap
Colombias kaffelandskap (spanska: Eje cafetero, "Kaffeaxeln" eller Triángulo del Café, "Kaffets triangel") är ett kulturlandskap i regionen Paisa i Colombia som är känd för sina kaffeodlingar och merparten av Colombias kaffeproduktion. Sedan 2011 har kulturlandskapet världsarvsstatus.
Kaffelandskapet ligger i tre av Colombias departement: Caldas, Quindío och Risaralda. Dessa är bland de minsta och har en total areal om 13 873 km², omkring 1,2 % av Colombias territorium. Befolkningen i området uppgår till 2 291 195 (enligt 2005 års folkräkning).